# گسترش دین بودایی در ژاپن

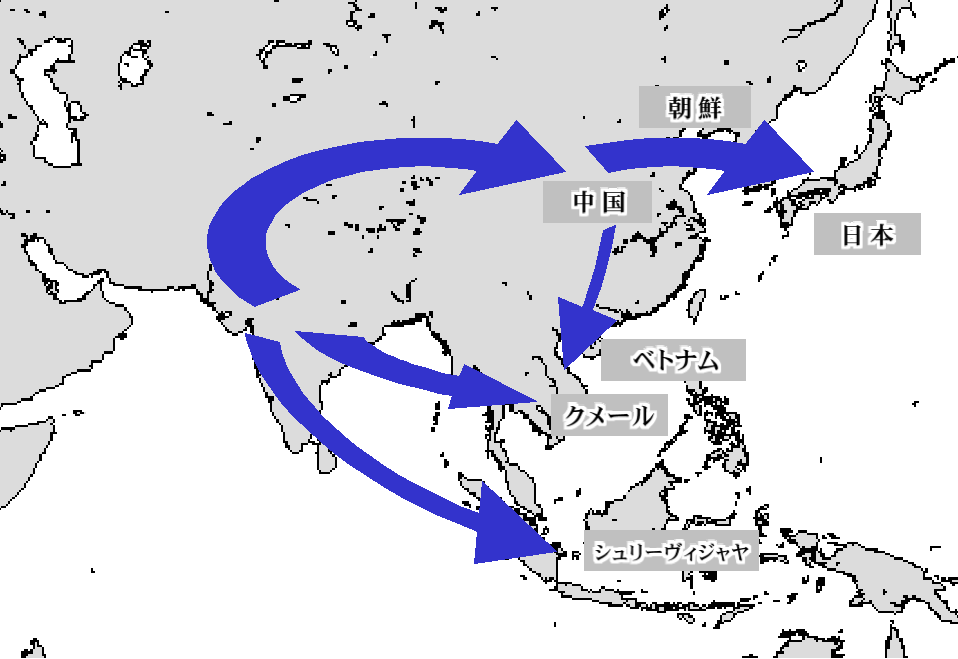
گسترش بودیسم به سمت شرق

گسترش دین بودایی در ژاپن (به ژاپنی: 仏教公伝 ぶっきょうこうでん) یا انتقال رسمی دین بودایی در ژاپن، به انتقال بودیسم به دولت ژاپن اشاره می‌کند. عموماً عقیده بر این است که انتقال رسمی آیین بودا از باکجه به پادشاهی یاماتو در زمان امپراتور کین‌می در اواسط قرن ششم صورت گرفته است. قبلاً از آن صرفاً به عنوان انتقال «مقدمهٔ بودیسم» یاد می‌شد، اما از آنجایی که تصور می‌شود قبلاً به عنوان یک ایمان شخصی و غیررسمی به ژاپن معرفی شده بود، اغلب برای تشخیص گسترش آن در این دوره از عنوان «انتقال رسمی» «公伝» استفاده می‌شود.

## وضعیت قبل از انتشار
بودیسم به طور کلی به دو شاخه تقسیم شد:
- بودیسم جنوبی که عمدتاً به آسیای جنوب شرقی (امپراتوری خمر، امپراتوری سریویجایا) گسترش یافت.
- بودیسم مهایانه (بودیسم شمالی) که از چین به شبه‌جزیره کره از طریق مناطق غربی چین (آسیای مرکزی) گسترش یافت.

بودیسمی که در دوران باستان به ژاپن معرفی شد عمدتاً بودیسم شمالی بود. بودیسم که در حدود قرن اول پس از میلاد به چین معرفی شد، بدون اصرار بر میراث وفادارانه بودیسم اولیه en:Pre-sectarian Buddhism، به توسعه منحصر به فرد خود از نظر احکام و تفسیر اعتقادی دست یافت. به ویژه، بهبود ترجمه‌های چینی متون مقدس بودایی که توسط بهکشوی چینی کوماراجیوا در قرن چهارم انجام گرفت، گسترش بودیسم شمالی را به کشورهای اطراف که از حروف چینی به عنوان خط بین‌المللی رایج استفاده می‌کردند، گسترش داد. در دوره دودمان‌های شمالی و جنوبی (۴۲۰ تا ۵۸۹ میلادی) در چین، فرقه‌هایی که به تفسیر آثار کنفوسیوس می‌پرداختند مانند، مادهیاماکا آسیای شرقی یا جوجیتسو-شو ja:成実宗 رایج بود و این روند به سمت شرق گسترش یافت. برخی از امپراتوران مشتاق گسترش بودیسم بودند، مانند امپراتور شیائوون (زندگی ۴۶۷ – ۴۹۹ میلادی) از وی شمالی و امپراتور وو لیانگ از دودمان لیانگ و گسترش آن به کشورهای اطراف سرعت گرفت.

### استقبال از بودیسم در سه پادشاهی کره
در زمان‌های قدیم، بودیسم به‌طور رسمی به شبه جزیره کره معرفی شد که به سه پادشاهی کره تقسیم می‌شد. بودیسم در هر سه کشور تبلیغ می‌شد.
گفته می‌شود که آیین بودا به گوگوریو، شمالی‌ترین ایالت نزدیک به چین، از جین سابق در سال ۳۷۲ در زمان هفدهمین امپراتور سوسوریم (سلطنت: ۳۷۱~۳۸۴ میلادی) معرفی شد. در سال ۳۷۵ دو معبد بودایی در گوگوریو ساخته شد.
در پادشاهی بکجه، که متحد پادشاهی یاماتو شد، بودیسم کمی بعد معرفی شد، در سال ۳۸۴، پانزدهمین پادشاه بکجه، پادشاه چیم‌نیو، راهب معروف مارانانتا را از دودمان جین شرقی دعوت کرد، و در سال ۳۹۲، هفدهمین پادشاه، پادشاه آشین اعلامیه ای صادر کرد که در آن از مردم باکجه دعوت شد تا آیین بودا را پذیرا شوند. با این حال، تا آغاز قرن ششم، یعنی حدود یک قرن بعد، طول کشید تا بودیسم به‌طور جدی در باکجه گسترش پیدا کرد.
در کشور باقی مانده پادشاهی شیلا، بودیسم دیرتر از دو کشور بالا معرفی شد و گفته می‌شود که از طرف گوگوریو و در حدود آغاز قرن پنجم میلادی معرفی شده است. پس از رسمیت یافتن رسمی آن در زمان بیست و سومین پادشاه، پادشاه بوپ‌هونگ (۵۱۴ میلادی تا ۵۴۰ میلادی)، تعاملی با دودمان لیانگ جنوبی صورت گرفت و اقدامات تحت رهبری دولت برای ترویج بودیسم آغاز شد.

### گسترش از طریق مردم عادی مهاجر
بسیاری از مهاجران (مردم عادی) از زمان‌های قدیم به ژاپن باستان وارد می‌شدند که بسیاری از آنها از اهالی شبه جزیره کره بودند. هنگامی که آنها در ژاپن ساکن شدند، به قبیله‌های گوناگون دسته‌بندی شدند و برخی بودیسم را به عنوان یک ایمان خصوصی در قبیله‌های خود آوردند و از آن پیروی کردند. به نظر می‌رسد که آنها قبلاً مجسمه‌ها و متون مقدس بودایی را قبل از معرفی رسمی بودیسم آورده بودند. یکی از نمونه‌ها شیبا داتتئو ja:司馬達等 است که گفته می‌شود در سال ۵۲۲ وارد ژاپن شده است.
طبق گفته فوسو ریاکوکی، او قبلاً تصویر بودا یا هونزون را در منطقه تاکاایچی، نارا، ولایت یاماتو قرار داده بود و «خدای بزرگ تانگ» را می‌پرستید.

### انتقال عمومی بودیسم و محیط بین‌المللی در آن زمان
از نیمه دوم قرن چهارم، گوگوریو، بکجه و شیلا بارها با یکدیگر همکاری و جنگیده بودند. سئونگ از بکجه (پادشاه مقدس) بکجه، که در نیمه اول قرن ششم بر تخت نشست، از نسل امپراتور وو از لیانگ از سلسله جنوبی چین بود. در ابتدا در اتحاد با شیلا علیه گوگوریو جنگید. با این حال، آنها به تدریج تحت فشار شیلا قرار گرفتند و در سال ۵۳۸ مجبور شدند پایتخت را از اونگجین به سابی (کره) انتقال دهند. دلیل معرفی بودیسم به دربار یاماتو، تعمیق مبادلات از طریق انتقال فرهنگ پیشرفته این قاره، و همچنین جلب رضایت امپراتور وو لیانگ بود، که شیفته بودیسم با داشتن سابقه اشاعه آن به سمت شرق بود از آن به عنوان ابزاری برای کسب مزیت استفاده می‌شد.

## نظریه‌های مختلف پیرامون تاریخ انتشار رسمی

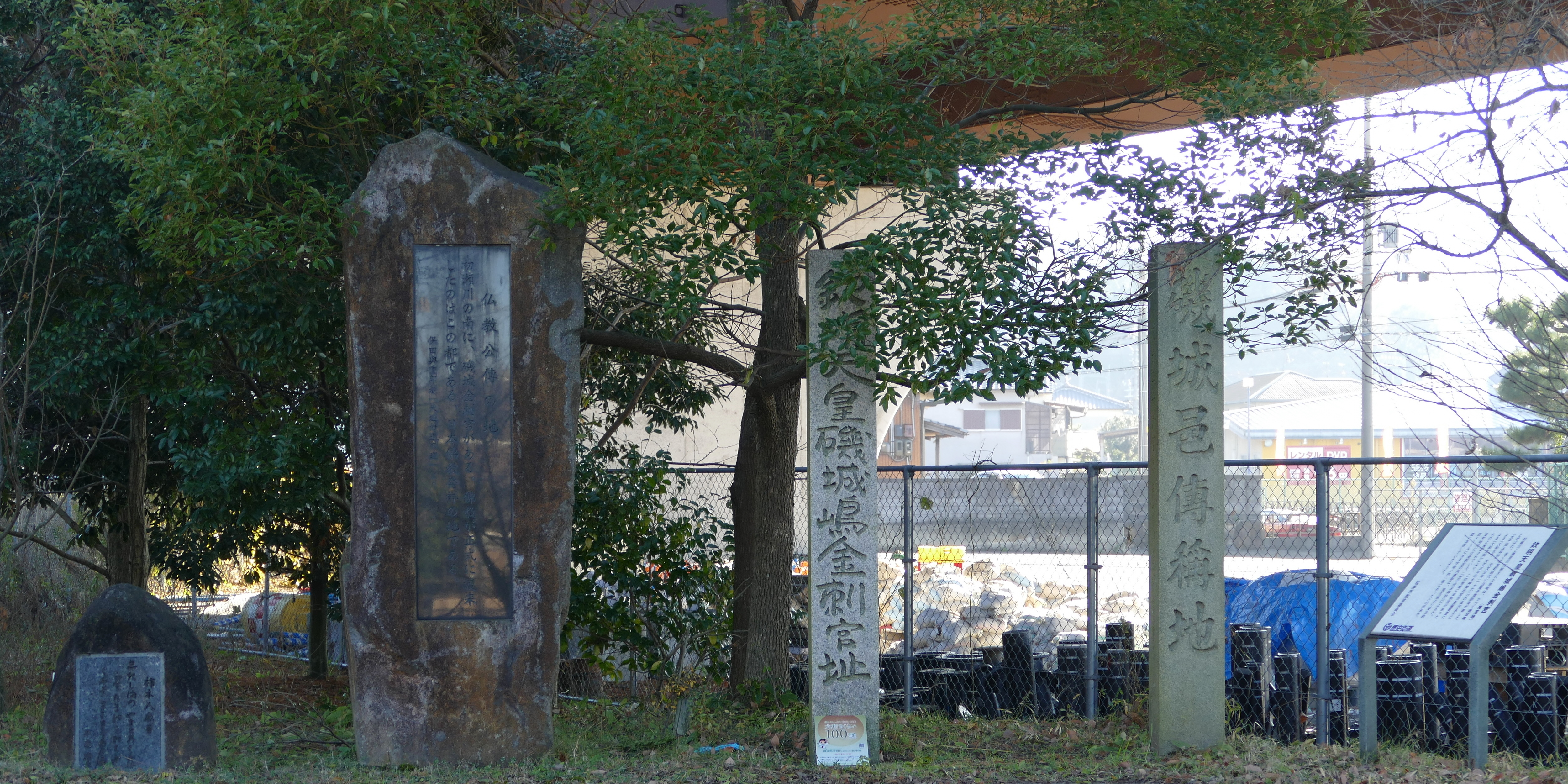
یادبود رسمی بودایی در شهر ساکورای، استان نارا

در مورد سال خاص ورود بودیسم به ژاپن، دو نظریه وجود دارد که از زمان‌های قدیم رایج بوده است: ۵۵۲ و ۵۳۸ میلادی و در حال حاضر ۵۳۸ به عنوان محتمل‌ترین نظریه در نظر گرفته می‌شود. با این حال، با توجه به اینکه قبل از این بودیسم به عنوان یک دین شخصی با مهاجران به ژاپن آمده بود تعیین دقیق سال انتشار رسمی بودیسم دشوار است برخی از مفسران معنایی نیز در تعیین سال نمی‌بینند.

### نظریه ورود در سال ۵۵۲ میلادی
"نیهون شوکی" ("تواریخ ژاپن") تاریخ ۵۵۲ را برای زمانی که پادشاه سئونگ از بکجه از پادشاهی بکجه ارائه می‌کند.
(اکنون غرب کره جنوبی) مأمورانی را به امپراتور کین‌می فرستاد که همراه تصویری از گوتاما بودا، بنرهای آیینی و سوتراها بودند. این رویداد معمولاً معرفی رسمی بودیسم به ژاپن در نظر گرفته می‌شود.

### نظریه ورود در سال ۵۳۸ میلادی
با این حال، منابع دیگر تاریخ ۵۳۸ را ذکر می‌کنند و تصور می‌شود که هر دو تاریخ غیرقابل اعتماد باشند. با این حال، هنوز هم می‌توان گفت که در اواسط قرن ششم، بودیسم از مجاری رسمی دیپلماتیک معرفی شد.
به گفته «نیهون شوکی»، پس از دریافت هدایای بودایی، امپراتور ژاپن از مقامات خود پرسید که آیا باید بودا در ژاپن پرستش شود؟ آنها در این مورد اختلاف نظر داشتند و سوگا نو اینامه (۵۰۶–۵۷۰) از این ایده حمایت کرد در حالی که مونونوبه نو اوکوشی و ناکاتومی نو کاماکو ja:中臣鎌子 نگران بودند که کامی ژاپن از پرستش یک خدای بیگانه عصبانی شود. سپس «نیهون شوکی» بیان می‌کند که امپراتور فقط به خاندان سوگا اجازه داد بودا را بپرستند تا آن را آزمایش کنند. بنابراین، قدرتمندان خاندان سوگا نقش اساسی در گسترش اولیه آیین بودا در کشور داشتند. حمایت آنها، همراه با گروه‌های مهاجری مانند خاندان هاتا، گسترش اولیه بودیسم در ژاپن همراه با ساخت اولین معبد بودایی به نام هوکوجی را موجب شد. ناکاتومی و مونونوبه به مخالفت خود با سوگا ادامه دادند و پرستش آنها را دلیل شیوع بیماری و آشوب دانستند. حتی گفته می‌شود که این مخالفان بودا، تصویر بودا را به کانال نانیوا انداختند. در نهایت جنگ آشکار شروع شد. طرف سوگا، به رهبری سوگا نو اوماکو و یک جوان شاهزاده شوتوکو تایشی در نهایت پیروز شدند و حمایت گسترده‌تر دربار، موجب ترویج بیشتر بودیسم در ژاپن شد.
بر اساس منابع سنتی، شاهزاده شوتوکو تایشی به عنوان یک بودایی سرسخت دیده می‌شود که بودیسم را به‌طور گسترده تدریس و ترویج می‌کرد، به‌ویژه در دوران سلطنت امپراتریس سوئیکو (۵۵۴–۱۵ آوریل ۶۲۸). همچنین اعتقاد بر این است که او فرستادگانی را به چین فرستاده است و حتی به عنوان یک بوداسف دیده می‌شود که بنیان‌گذار واقعی بودیسم ژاپنی است. مورخان مدرن بسیاری از این موضوع را مورد تردید قرار داده‌اند، و بیشتر آن را به عنوان یک قدیس‌نگاری ساخته شده می‌بینند.  صرف نظر از نقش تاریخی واقعی او، شکی نیست که شوتوکو  خیلی زود پس از مرگش به یک چهره مهم در افسانه بودایی ژاپنی بدل شد.